# Beta-propeler
U strukturnoj biologiji, beta-propeler je tip sve-β proteinskog savijanja koje ima oblik beta ravni sa karakterističnom grupom od 4 do 8 lopatica koje su torusno raspoređene oko centralne ose. Svaka ravan tipično ima četiri antiparalna β-lanca. Oni su povijeni tako da su prvi i četvrti lanac skoro međusobno normalni. Aktivno mesto enzima se obično nalazi u otvoru formiranom u centru propelera od petlji koje povezuju uzastopne četvorolančane motive. Murzin je predložio geometrijski model za opisivanje strukturnih principa beta propelera. Po tom modelu propeler sa sedam lopatica je najpovoljniji sa geometrijskog gledišta.

## Spoljašnje veze
- SCOP 4-bladed beta propellers
- SCOP 5-bladed beta propellers
- SCOP 6-bladed beta propellers
- SCOP 7-bladed beta propellers
- SCOP 8-bladed beta propellers